# 恩斯克國際公司

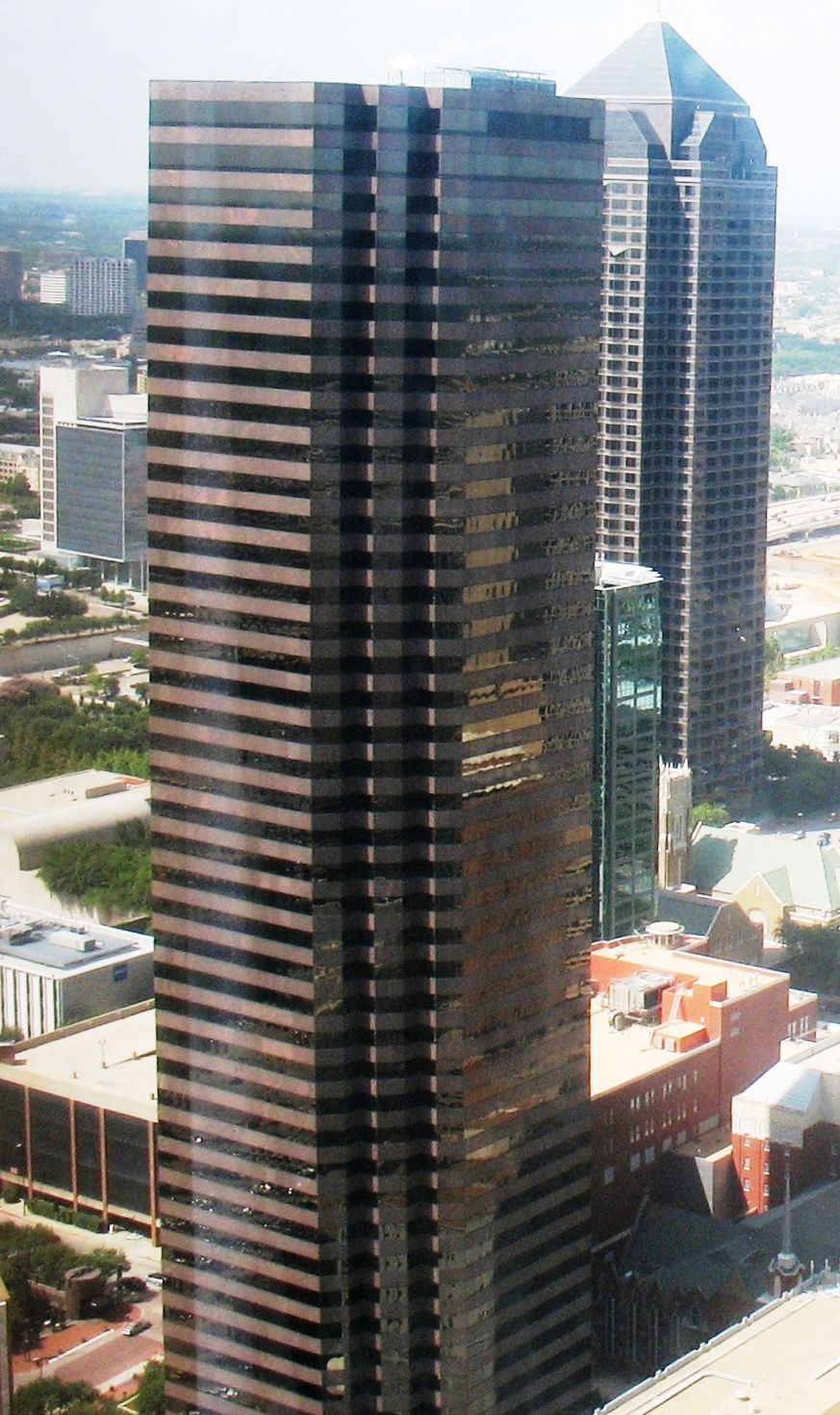
恩斯克公司總部位於美國德克薩斯州達拉斯市中心的林肯廣場

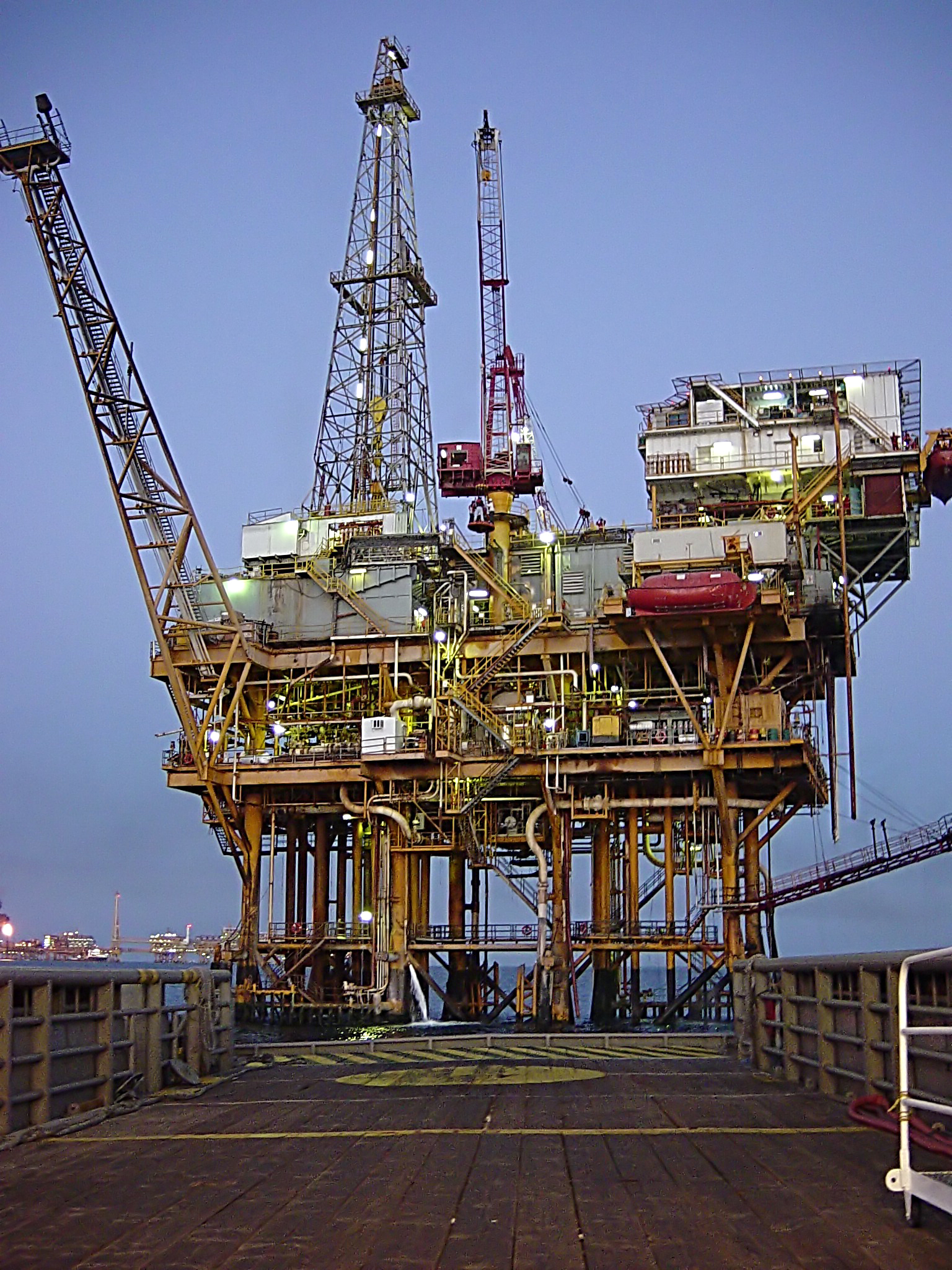
位於海灣內的離岸鑽井平台

恩斯克國際公司（Ensco International, Inc.）是世界最大的離岸石油和天然氣鑽井公司，擁有50座離岸自升式鑽井平台和5艘半潛式鑽井船，供應美國國內市場及國際市場，還有科學探鑽。它的鑽井地點包括北海、非洲、中東、亞太、南美、墨西哥灣，距離海岸線80公里到970公里。
恩斯克公司的自升式鑽井平台最深達海平面下120公尺，並用裝載270萬公斤海水的槽，將三支強化過的腳架打入海床下30公尺。半潛式鑽井船則不用任何腳架或錨固定，而是用全球定位系統，加上勞斯來斯公司的全向推進器或福斯公司的動力機組維持其位置，作業深度可達海面下3000公尺，並鑽入地殼中一萬二千公尺取得石油和天然氣。
恩斯克公司有約4200名員工，年營收230億美元上下，是達拉斯市前十大能源公司之一，總部位於美國德克薩斯州達拉斯市中心的林肯廣場，並在紐約證券交易所公開上市，代號ESV。
2009年恩斯克公司宣佈將把總部遷往倫敦，成為在英國註冊的公司，但是首席營運長和大部分員工會留在達拉斯。

## 外部链接

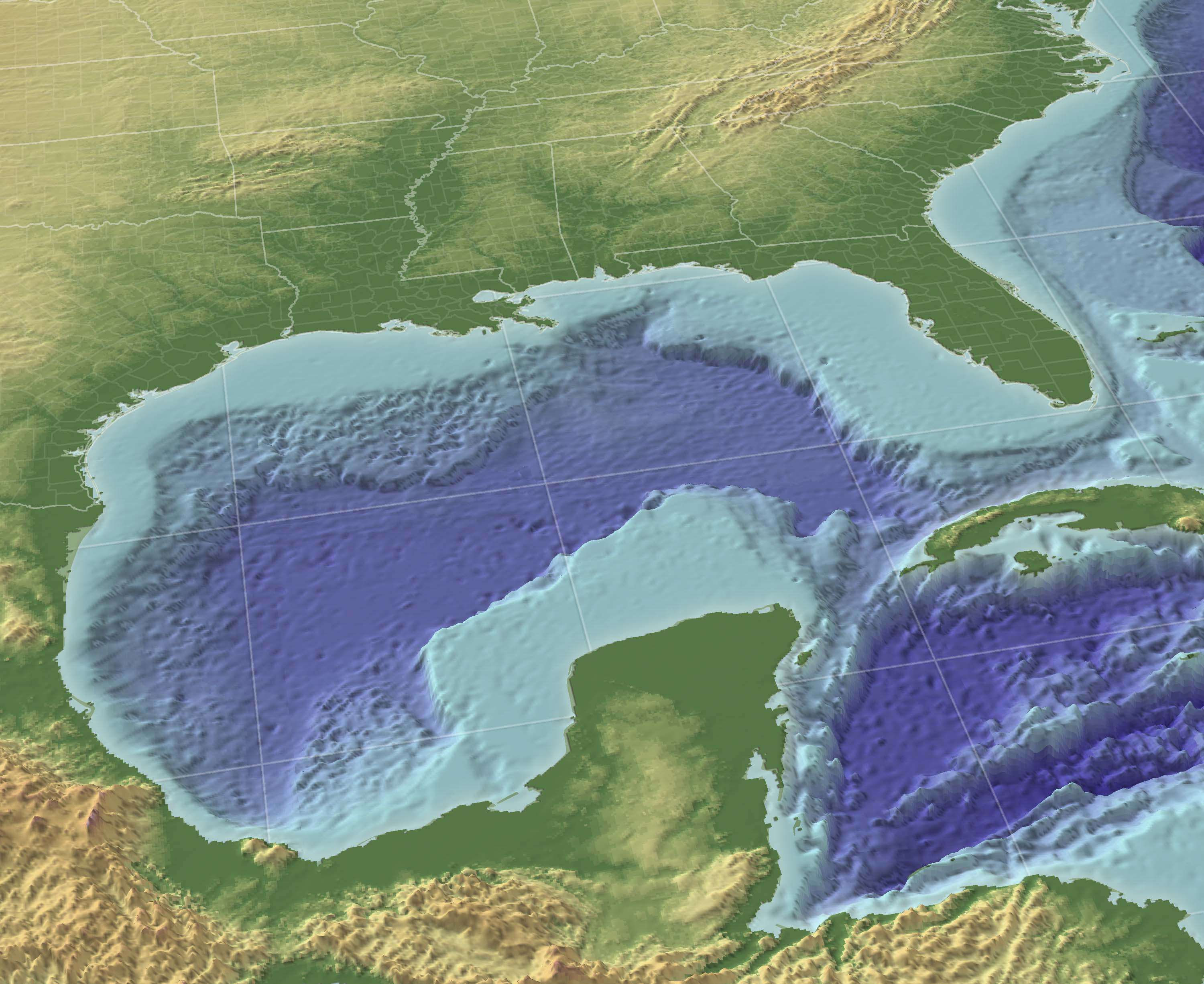
墨西哥灣3D圖